# Bahnstrecke Geislingen (Steige)–Wiesensteig
| Bahnhof Geislingen (Steige) |                      |                                |                                |
| Streckennummer (DB): | 4740                 |                                |                                |
| Kursbuchstrecke (DB): | 904                  |                                |                                |
| Kursbuchstrecke: | 325h (1946)          |                                |                                |
| Streckenlänge: | 21,26 km             |                                |                                |
| Spurweite: | 1435 mm (Normalspur) |                                |                                |
| Maximale Neigung: | 1:37 = 27 ‰          |                                |                                |
| Minimaler Radius: | 200 m                |                                |                                |
| |                      |                                |                                |
| \| \| \| von Neu-Ulm \| \| \| \| 0,00 \| Geislingen (Steige) \| 469 m ü. NN \| \| \| \| zum Kehrbahnhof Eybtal \| \| \| \| \| nach Stuttgart \| \| \| \| \| vom Kehrbahnhof Eybtal \| \| \| \| 1,40 \| Helfenstein (Abzw) \| Helfenstein (Abzw) \| \| \| 3,14 \| Geislingen-Altenstadt \| 432 m ü. NN \| \| \| 5,00 \| Stauferstolln \| Stauferstolln \| \| \| 5,80 \| Fils \| Fils \| \| \| 6,30 \| Bad Überkingen \| 439 m ü. NN \| \| \| 8,97 \| Hausen (Fils) \| 463 m ü. NN \| \| \| 11,25 \| Reichenbach (Täle) \| 477 m ü. NN \| \| \| 13,07 \| Deggingen \| 488 m ü. NN \| \| \| 14,60 \| Fils \| Fils \| \| \| 14,78 \| Bad Ditzenbach \| 502 m ü. NN \| \| \| 14,90 \| Fils \| Fils \| \| \| 16,52 \| Gosbach \| 523 m ü. NN \| \| \| 18,43 \| Mühlhausen-Gruibingen \| 533 m ü. NN \| \| \| 19,90 \| Wendlingen–Ulm (Filstalbrücke) \| Wendlingen–Ulm (Filstalbrücke) \| \| \| 21,26 \| Wiesensteig \| 580 m ü. NN \| |                      |                                |                                |
| Strecke |                      | von Neu-Ulm                    | von Neu-Ulm                    |
| Bahnhof | 0,00                 | Geislingen (Steige)            | 469 m ü. NN                    |
| Abzweig geradeaus und ehemals nach rechts |                      | zum Kehrbahnhof Eybtal         | zum Kehrbahnhof Eybtal         |
| Abzweig ehemals geradeaus und nach rechts |                      | nach Stuttgart                 | nach Stuttgart                 |
| Abzweig geradeaus und von rechts (Strecke außer Betrieb) |                      | vom Kehrbahnhof Eybtal         | vom Kehrbahnhof Eybtal         |
| Blockstelle (Strecke außer Betrieb) | 1,40                 | Helfenstein (Abzw)             | Helfenstein (Abzw)             |
| Bahnhof (Strecke außer Betrieb) | 3,14                 | Geislingen-Altenstadt          | 432 m ü. NN                    |
| Dienststation / Betriebs- oder Güterbahnhof (Strecke außer Betrieb) | 5,00                 | Stauferstolln                  | Stauferstolln                  |
| Brücke über Wasserlauf (Strecke außer Betrieb) | 5,80                 | Fils                           | Fils                           |
| Bahnhof (Strecke außer Betrieb) | 6,30                 | Bad Überkingen                 | 439 m ü. NN                    |
| Bahnhof (Strecke außer Betrieb) | 8,97                 | Hausen (Fils)                  | 463 m ü. NN                    |
| Haltepunkt / Haltestelle (Strecke außer Betrieb) | 11,25                | Reichenbach (Täle)             | 477 m ü. NN                    |
| Bahnhof (Strecke außer Betrieb) | 13,07                | Deggingen                      | 488 m ü. NN                    |
| Brücke über Wasserlauf (Strecke außer Betrieb) | 14,60                | Fils                           | Fils                           |
| Bahnhof (Strecke außer Betrieb) | 14,78                | Bad Ditzenbach                 | 502 m ü. NN                    |
| Brücke über Wasserlauf (Strecke außer Betrieb) | 14,90                | Fils                           | Fils                           |
| Bahnhof (Strecke außer Betrieb) | 16,52                | Gosbach                        | 523 m ü. NN                    |
| Bahnhof (Strecke außer Betrieb) | 18,43                | Mühlhausen-Gruibingen          | 533 m ü. NN                    |
| Kreuzung geradeaus unten (Strecke geradeaus außer Betrieb) | 19,90                | Wendlingen–Ulm (Filstalbrücke) | Wendlingen–Ulm (Filstalbrücke) |
| Kopfbahnhof Streckenende (Strecke außer Betrieb) | 21,26                | Wiesensteig                    | 580 m ü. NN                    |

Die Bahnstrecke Geislingen (Steige)–Wiesensteig, auch Tälesbahn oder mundartlich Täleskätter genannt, war eine 21,26 Kilometer lange normalspurige Nebenbahn im baden-württembergischen Oberen Filstal.

## Geschichte

### Inbetriebnahme und erste Betriebsjahre
Die Stichstrecke von Geislingen an der Steige nach Wiesensteig wurde am 21. Oktober 1903 eingeweiht. In den Anfangsjahren diente sie in erster Linie der Personenbeförderung und dem Gütertransport für die in der Region ansässigen Betriebe. 

### Weiterer Ausbau
Der Abschnitt Geislingen an der Steige–Stauferstolln wurde am 12. Dezember 1937 aufgrund der schweren Erzzüge elektrifiziert. Im Dritten Reich wurde unter dem Geislinger Michelsberg verstärkt Eisenerz für die Waffenproduktion abgebaut und von diesem Bergwerk mit der Tälesbahn zum Bahnhof Geislingen, von 1940 bis 1944 über einen Kehrbahnhof im Eybtal, und weiter in die Hüttenwerke im Ruhrgebiet transportiert. Der Kehrbahnhof Eybtal wurde am 6. Oktober 1940 eröffnet, um Erzzüge vom Staufenstolln unter Umgehung des Geislinger Bahnhofs Richtung Stuttgart fahren zu können, wurde aber ab September 1944 schon nicht mehr benötigt und blieb noch bis Dezember 1947 als Abstellanlage in Benutzung. Seine Zufahrtgleise wurden bis November 1948 abgebaut.

### Stilllegung
Nachdem 1963 das Bergwerk geschlossen worden war, war der Abtransport des noch auf Halde lagernden Erzes drei Jahre später abgeschlossen. Der Personen- und Güterverkehr wurde 1968 auf dem Abschnitt Deggingen–Wiesensteig eingestellt und die Gleise abgebaut. Bis Deggingen wurde der Personenverkehr bis zum 1. Juni 1980 aufrechterhalten, der Güterverkehr bis zum 29. September 1981. Die Gleise wurden von Deggingen bis zum Lokschuppen des Bergwerksbahnhofs bis Februar 1982 entfernt. Auf dem Reststück vom Bahnhof Geislingen (Steige) bis nahe an die Stadtgrenze fand bis zum 1. Januar 2001 noch Güterverkehr für zwei Betriebe statt. Anlässlich der 150-Jahr-Feier der Geislinger Steige waren im Sommer 2000 Sonderfahrten mit dem Lokalbahnzug der Ulmer Eisenbahnfreunde von Amstetten über den Bahnhof Geislingen (Steige) nach Geislingen-Altenstadt möglich. Im Dezember desselben Jahres wurde der Bahnverkehr endgültig eingestellt, und die Strecke komplett stillgelegt.

### Gescheiterte Wiederinbetriebnahme
Es wurde angestrebt, das vorhandene 4,45 Kilometer lange Reststück für den Güter- und Touristikverkehr zu reaktivieren. Die Stadt Geislingen hatte deshalb 2004 von der Deutschen Bahn das noch verbliebene Streckenstück gekauft; da es sich komplett im Bereich der Stadt Geislingen befindet. Eine Interessengemeinschaft hatte sich mittlerweile auch gegründet, und mit der Sanierung der Gleisanlagen begonnen. Außerdem wurden mehrere Schienen-Bau-Fahrzeuge gekauft, um die Strecke in Eigenregie wieder in Betrieb nehmen zu können. Das Konzept sah vor, wieder Güterverkehr im Bereich der Stadt Geislingen durchzuführen. Außerdem sollten eventuell später einmal auch Touristikzüge und Sonderfahrten über die Strecke durchgeführt werden. Die Haupteinnahmequelle sollte aber der Güterverkehr sein.
Das Konzept scheiterte am fehlenden Interesse der anliegenden Betriebe und einer finanziellen Unterstützung durch die Stadt Geislingen. Keiner wollte (oder konnte) Transporte über die Schiene durchführen lassen. Auch nicht das Unternehmen WMF, das direkt an der Trasse sein Stammwerk mit Anschlussgleis, umfangreichen Gleisanlagen im Werk und eigener Werkslokomotive hatte. WMF war auch der letzte Güterkunde der Tälesbahn, und bekam bis zur Stilllegung im Jahr 2000 noch regelmäßig Wagen mit Stahl für die Fertigung seiner Produkte zugestellt. Eine Wiederinbetriebnahme zunächst nur für den Touristikverkehr scheiterte an den hohen Kosten und der fehlenden Möglichkeit, die Strecke für den Personennahverkehr irgendwann einmal in voller Länge wieder reaktivieren zu können. Eine Reaktivierung wäre von Geislingen aus nur bis zum ehemaligen Bergwerksbahnhof möglich gewesen. Nachdem es der Interessengemeinschaft nicht gelungen war, Güterkunden für die reaktivierte Strecke zu finden, fasste der Geislinger Gemeinderat im März 2011 den Beschluss, die Strecke zu einem Radweg umzubauen. Dazu wurde die Strecke im März 2012 entwidmet, und einige Meter Gleis auf Höhe des Einfahrsignals zum Bahnhof Geislingen ausgebaut. Gleichzeitig wurde ein Prellbock errichtet, so dass der restliche Abschnitt dann offiziell entwidmet werden konnte.

## Relikte

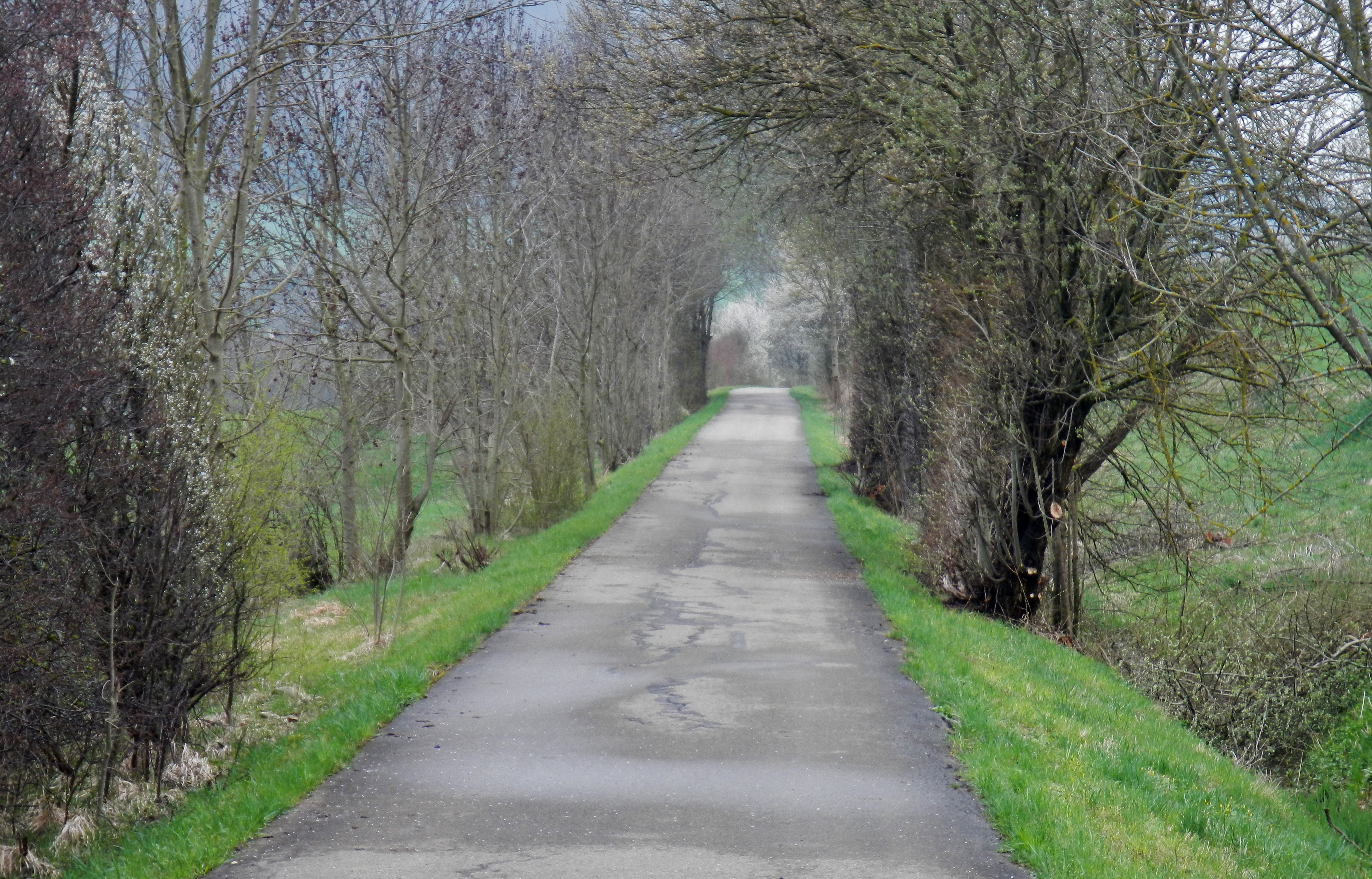
Tälesbahnradweg zwischen Hausen und Reichenbach

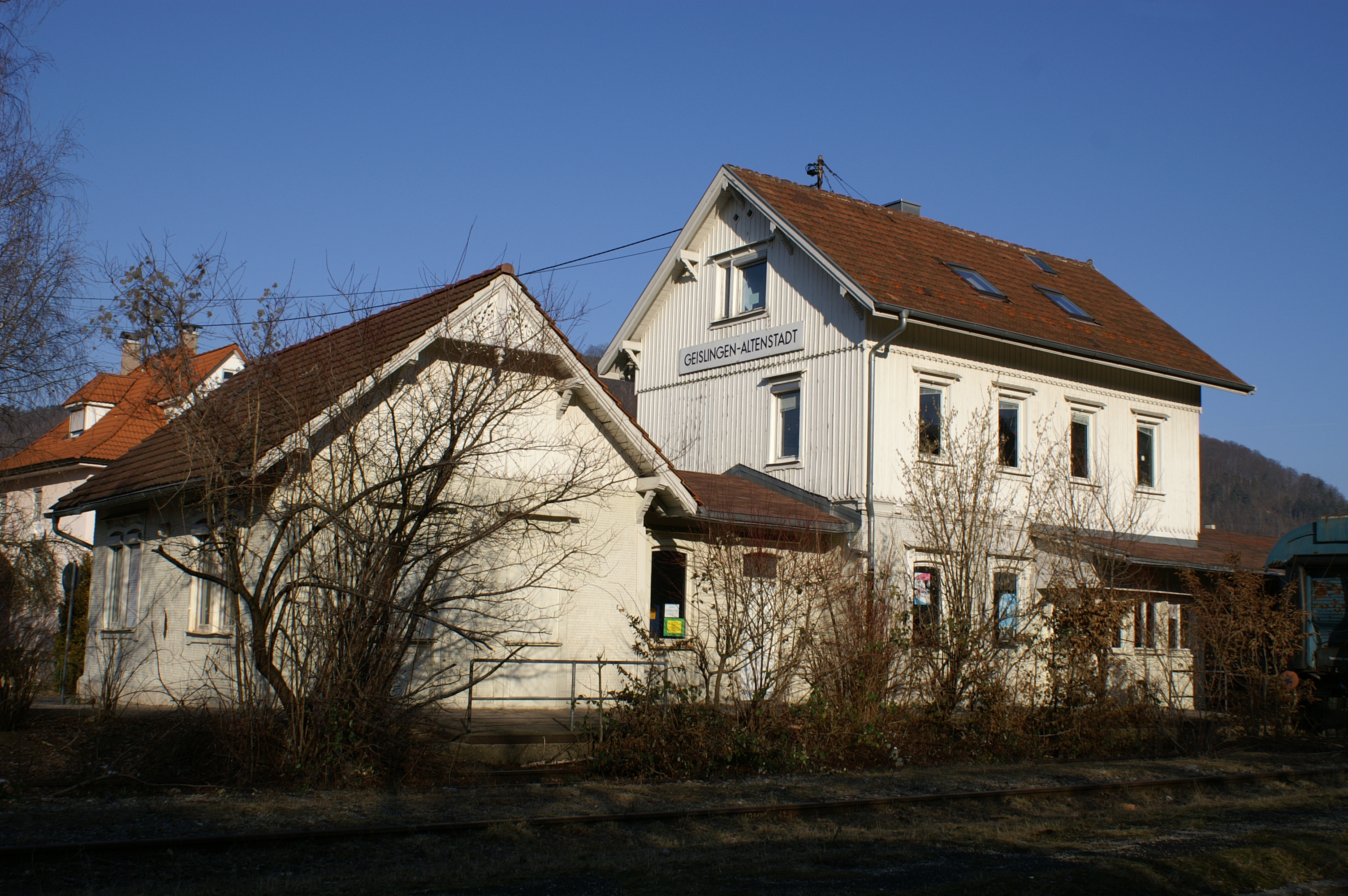
Bahnhof Geislingen-Altenstadt

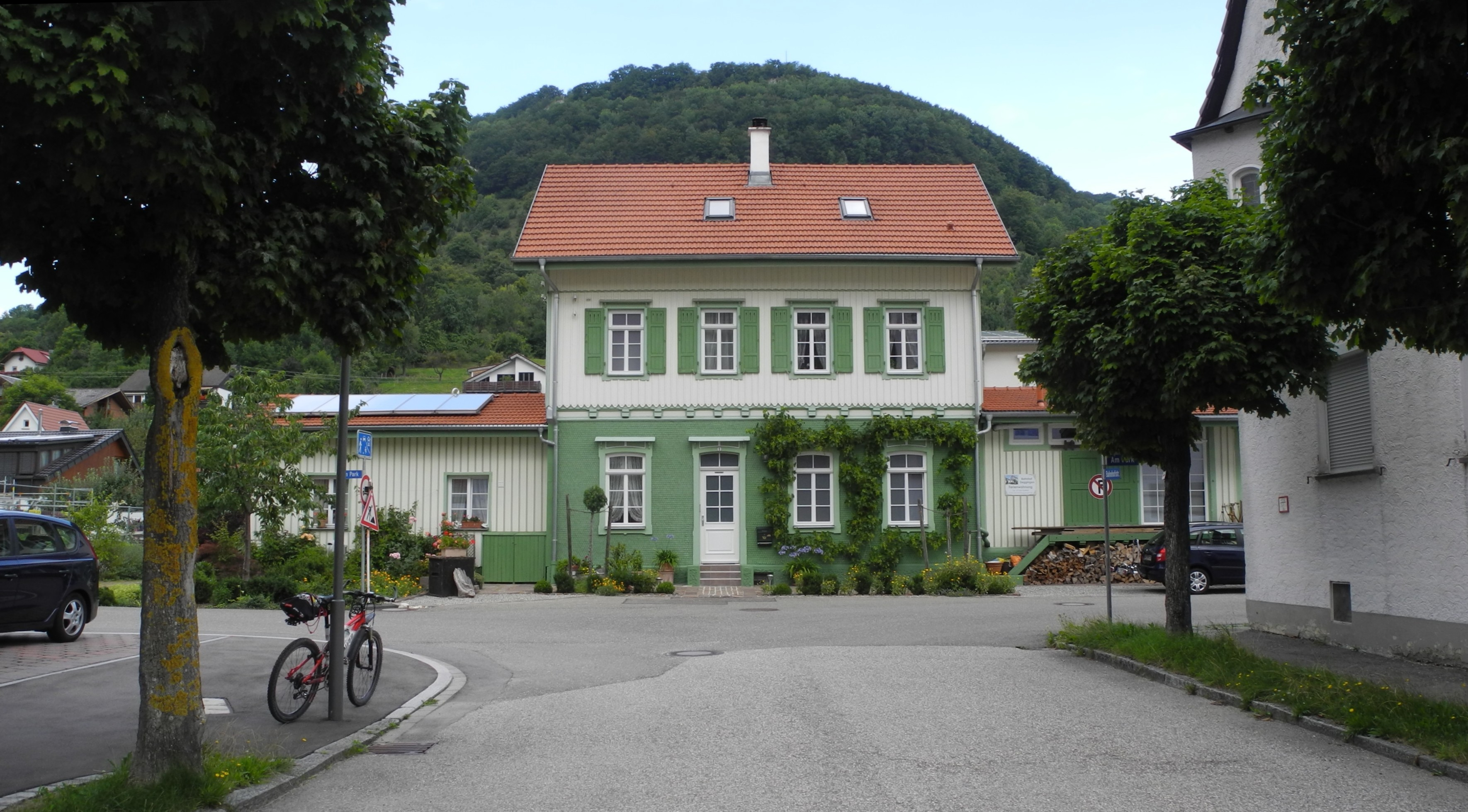
Bahnhof Deggingen

In der Ortsdurchfahrt Bad Überkingen ist die Trasse überbaut, danach befindet sich auf ihr ein Fahrradweg bis Wiesensteig. Rechts und links der Trasse kann man auch noch einige Zeugen der Eisenbahnzeit finden, darunter Kilometersteine, Signalfundamente oder Reste von Bahnsteigkanten.
Bis Geislingen-Altenstadt sind die Strecke und die Bahnlagen noch gut erkennbar und teilweise erhalten, danach erinnert nur noch wenig an die Bahn.
- Bis kurz vor dem ehemaligen Bergwerksbahnhof liegt noch der Bahndamm, im Bahnhof ist er teilweise abgetragen. Der Bahnhof hatte auch einen Lokschuppen, welcher noch erhalten ist.
- Der Bahnhof Bad Überkingen existiert nicht mehr, an seiner Stelle und der ehemaligen Trasse steht heute die Mineralbrunnen AG. Nur die Bahnhofstraße und die Hausnummer 15, welche heute die Mineralbrunnen AG und früher der Bahnhof hatte, erinnern noch an ihn. Kurz hinter Bad Überkingen findet sich noch das Fundament des Einfahrsignals für den Bahnhof Bad Überkingen.
- Vom Haltepunkt Hausen an der Fils ist nur noch eine Gaststätte übrig geblieben, die früher zum Haltepunkt gehörte. Vom Empfangsgebäude ist nichts mehr zu sehen, es wurde abgerissen, an seiner Stelle stehen heute Wohnhäuser, auf der ehemaligen Trasse wurde die Straße am alten Bahnhof gebaut.
- Der Haltepunkt Reichenbach im Täle ist nahezu unverändert erhalten geblieben. Das Stationshäuschen, die Trasse und die Bahnsteigkante sind erhalten. Das Gebäude wird heute vom Bahnsozialwerk als Wanderheim genutzt, der ehemalige Bahnsteig als Grundstücksabgrenzung und Gartenfläche zur Trasse hin.
- Der Bahnhof von Deggingen und die Trasse im Bereich von Deggingen sind noch erhalten, das Empfangsgebäude wurde (nachdem es viele Jahre immer mehr verfallen war) mittlerweile renoviert.
- Das Empfangsgebäude des Bahnhofs Bad Ditzenbach wurde im Rahmen einer Feuerwehrübung niedergebrannt.[4] Auf der ehemaligen Trasse befinden sich heute zum Teil Wohngebäude und die Bundesstraße 466.
- Vom Bahnhof Gosbach und der dortigen Trasse ist ebenfalls nichts mehr zu erkennen, auch dieses Gebäude verschwand im Zuge einer Feuerwehrübung.
- Zwischen Gosbach und Mühlhausen-Gruibingen sind noch die Widerlager der ehemaligen Brücke über den Hollbach vorhanden.
- Vom Bahnhof Mühlhausen-Gruibingen ist ebenfalls nichts mehr zu sehen, auch er wurde das Opfer einer Feuerwehrübung. Auf dem Gelände des ehemaligen Bahnhofs ist heute ein Industriegebiet angesiedelt, und auch hier erinnert nichts mehr an den Bahnhof.
- Vom Endbahnhof Wiesensteig ist nur noch der ehemalige Bahnhofskiosk erhalten. Wie die anderen Bahnhöfe auch, wurde dieses Gebäude ebenfalls das Opfer einer Feuerwehrübung. Wo das Empfangsgebäude und die Gleisanlagen waren, sind heute zum Teil Parkplätze, Gebäude und die Bahnhofstraße.